# Ahmad Nami
"Al-Damad" Ahmad Nami ou "Damat" Ahmet Nami (1873-1962) foi um príncipe do Império Otomano, o segundo presidente da Síria (1926–28) e professor de História e Política.